# 279 v.Chr.
Het jaar 279 v.Chr. is een jaartal volgens de christelijke jaartelling. 

## Gebeurtenissen

### Griekenland
- De Kelten stichten de nederzetting Scordisci, Romeins Singidunum en het later Servisch Belgrado.
- Ptolemaeus Keraunos wordt door de invallende Galatische Kelten gevangengenomen en onthoofd.
- De Kelten proberen in Centraal-Griekenland het Orakel van Delphi te plunderen, de Aetoliërs en Thessaliërs verslaan de barbaren in de slag bij Delphi.
- Fokida wordt weer toegelaten tot de Amphictionie, nadat ze de Kelten hebben verdreven.

### Italië
- Rome krijgt militaire steun van Carthago in de oorlog tegen Pyrrhus van Epirus, de Romeinse vloot wordt uitgebreid.
- Pyrrhus van Epirus verslaat in Apulië het Romeinse leger in de slag bij Asculum, Pyrrhus raakt tijdens de veldslag zwaargewond.

## Geboren
- Han Fei (~279 v.Chr. - ~233 v.Chr.), Chinees geleerde en grondlegger van het legalisme (ofwel de Chinese filosofie)

## Overleden
- Ptolemaeus Keraunos (~318 v.Chr. - ~279 v.Chr.), koning van Macedonië en oudste zoon van Ptolemaeus I Soter (39)